# Diazotitration
Die Diazotitration ist in der Chemie eine Analysenmethode zur quantitativen Bestimmung primärer aromatischer Amine ({\displaystyle {\ce {Ar-NH2}}}) in mineralsaurer Lösung mit Natriumnitrit-Lösung  (NaNO2) in Gegenwart von Bromid als Katalysator. Es entsteht dabei ein Diazoniumsalz ({\displaystyle {\ce {Ar-NH2^+}}}). Die vollständige Umsetzung kann entweder durch
- Tüpfeln des überschüssigen Nitrits mit Kaliumiodidstärkepapier ({\displaystyle \rightarrow } Blaufärbung),

- geeignete Redox-Indikatoren (z. B. Ferrocyphen),

- potentiometrische, amperometrische oder biamperometrische Messungen

titrimetrisch ermittelt werden.